# (74044) 1998 HQ98
(74044) 1998 HQ98 – planetoida z pasa głównego asteroid okrążająca Słońce w ciągu 3,78 lat w średniej odległości 2,43 j.a. Odkryta 21 kwietnia 1998 roku.